# Mick Mulder
Pour les articles homonymes, voir Mulder.
 (janvier 2019).
Si vous disposez d'ouvrages ou d'articles de référence ou si vous connaissez des sites web de qualité traitant du thème abordé ici, merci de compléter l'article en donnant les références utiles à sa vérifiabilité et en les liant à la section « Notes et références ».
Mick Mulder, né le 10 août 1991 à Austerlitz,, est un acteur néerlandais.

## Cinéma et téléfilms
- 1999-2000 : De Daltons (nl) : Tim
- 2001 : Baby Blue (nl) : Jacob
- 2003 : Wet & Waan: Vrijdagvoordeel : Stijn
- 2006 : IC: Twee Moeders : Michiel
- 2007-2008 : De Daltons, de jongensjaren (nl) : Tim
- 2008 : Flikken Maastricht : Martijn
- 2011 : Sam : Willem